# Yoshiaki Sato
Yoshiaki Sato (佐藤 慶明, Sato Yoshiaki, Osaka, 19 juni 1969) is een Japans voormalig voetballer die als aanvaller speelde.

## Carrière
Yoshiaki Sato speelde tussen 1992 en 1996 voor Gamba Osaka, Urawa Red Diamonds en Kyoto Purple Sanga.

## Japans voetbalelftal
Yoshiaki Sato debuteerde in 1994 in het Japans nationaal elftal en speelde 1 interland.

## Statistieken
| Japans voetbalelftal | Japans voetbalelftal | Japans voetbalelftal |
| Jaar                 | Wed.                 | Dlp.                 |
| -------------------- | -------------------- | -------------------- |
| 1994                 | 1                    | 0                    |
| Totaal               | 1                    | 0                    |